# 忠贞营
忠贞营，南明时，大顺农民军余部在李锦、高一功领导下联明抗清后的称号。
大顺永昌二年（清世祖顺治二年，1645年），李自成遇害后，李锦和高一功多次拒绝清朝招降，率领大顺军余部主力三十万众南移至澧州。他们和南明将领何腾蛟、堵胤锡达成联明抗清协议。大顺余部接受隆武帝的封赐，李锦改名李赤心，高一功改名高必正，号其营为忠贞营。受湖北巡抚堵胤锡的监督，永曆二年（1648年）到永历七年（1653年），忠贞营和抗清的明军相互配合，一度收复湖北、湖南失地，成为中南地区抗清的中流砥柱。因为被南明官军掣肘，多次战败，于是脱离南明进入四川东部、湖广西部山区，重组为夔东十三家，继续坚持抗清。